# Горила
Гори́ла (Gorilla) — рід найбільших людиноподібних ссавців, з родини Людинові.

## Опис

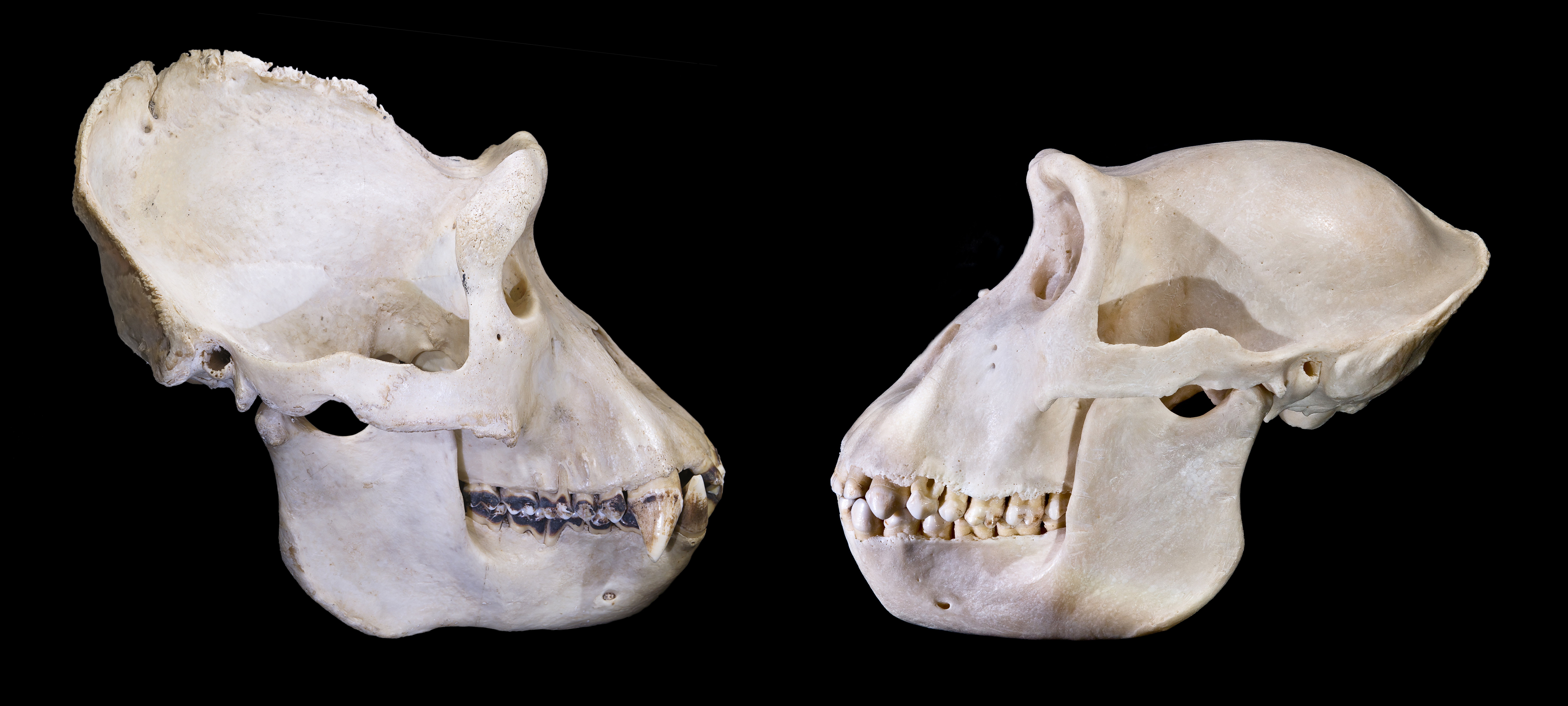
Статевий диморфізм черепа

Зріст дорослих самців може варіювати від 1,65 до 1,75 м (за іншими даними — до 2 м) при ширині плечей близько 1 м. Вага самців в середньому 140–170 кг, але може перевищувати й 200 кг. Самиці важать приблизно вдвічі менше. Будова тіла горил масивна, сильно розвинена мускулатура; ці тварини володіють величезною силою. Волосся й шкіра чорні, у дорослих самців на спині з'являється поперечна срібляста смуга. Задні кінцівки набагато коротші від передніх, тому горили пересуваються спираючись на кулаки передніх кінцівок. Голова велика, з низьким лобом, масивною щелепою, що виступає вперед, і могутнім надочноямковим валом. Об'єм мозку — близько 600 см³.
Статева зрілість у самиць настає в 10—12 років, у самців в 11—13 (у неволі раніше). Раз на 3—5 років народжують одне дитинча, яке залишається з матір'ю до появи наступного. Вагітність триває 8,5 місяців. Живуть горили до 30—50 років.

## Поширення, екологія

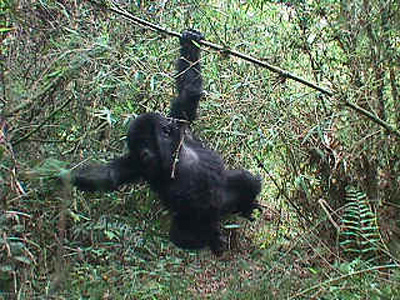
Горила у дикій природі

У природі горили мешкають в екваторіальних лісах Західної і Центральної Африки, гірські горили — по схилах вулканічних гір Вірунґа, вкритих лісом. Тримаються невеликими групами, що складаються з самця-ватажка, декількох самиць, їх дитинчат. Харчуються рослинною їжею, хоча при нагоді не уникають і тваринної. У неволі молоді горили швидко звикають до будь-якої людської їжі. Всупереч поширеній думці, горили спокійні і миролюбні тварини, що частково пояснюється вегетаріанським способом життя. При зустрічі самця-ватажка і самця-одинака, який не проти заволодіти гаремом, справа найчастіше обмежується демонстрацією сили і до бійки доходить рідко. На інших тварин ніколи не нападають, хоча, звичайно, в разі потреби захищаються.
Горили досить добре переносять неволю, розмножуються. Чисельність горил невисока і продовжує скорочуватися головним чином через знищення лісів, а також через полювання та браконьєрство.

## Систематика
Першим горил описав американський антрополог французького походження Поль дю Шаю. Сьогодні рід горил відносять до родини гомінід, яка включає і людину. Згідно з останніми дослідженнями рід горил включає два види з двома підвидами у кожному:
Західна горила Gorilla gorilla
- Gorilla gorilla gorilla
- Gorilla gorilla diehli

Східна горила Gorilla beringei
- Гірська горила Gorilla beringei beringei
- Східна рівнинна горила Gorilla beringei graueri

Згідно з давнішою класифікацією горил відносили до родини понгид і виділяли один вид горила звичайна Gorilla gorilla з трьома підвидами:
- Західна берегова горила Gorilla gorilla gorilla
- Східна гірська горила Gorilla gorilla beringei
- Східна рівнинна горила Gorilla gorilla manyema

## Знамениті горили
- Коко — самиця горили, яка опанувала понад тисячу знаків жестової мови і здатна сприймати на слух і розуміти близько двох тисяч англійських слів.